# Tiberio Giulio Mitridate
Tiberio Giulio Mitridate Filogermanico (in greco antico: Τιβέριος Ἰούλιος Μιθριδάτης Φιλογερμανικός?, Tibérios Iúlios Mithridátes Philogermanikós; ... – Roma, 69), chiamato nella storiografia moderna Mitridate II del Bosforo o Mitridate VII (come continuazione della numerazione della dinastia materna), è stato un sovrano bosforano, re del Bosforo Cimmerio dall'41 al 45.
Venne in seguito esiliato dal regno per essersi ribellato ai romani e Claudio lo fece portare a Roma, dove poi fu ucciso sotto Galba.

## Biografia

### Origini familiari
Mitridate era figlio dei sovrani del Bosforo Cimmerio Tiberio Giulio Aspurgo e Dinamide. Il padre era un capo sarmata, mentre la madre era figlia di Farnace II del Ponto e quindi nipote di Mitridate VI il Grande. Il padre si sposò una seconda volta con la nobildonna trace Gepepiride, dalla quale ebbe un secondo figlio, Tiberio Giulio Cotys I.

### Morte di Aspurgo e regno (38-45)
ll padre di Mitridate, Aspurgo, morì nel 38, lasciando il regno in mano alla sua seconda moglie Gepepiride; questa regnò per poco tempo fino a che l'imperatore Caligola affidò il regno a Polemone II. Sotto Claudio, però, nel 41, il senato romano dichiarò Mitridate legittimo sovrano del Bosforo Cimmerio, anteponendolo al figlio di Gepepiride, Cotys. Mitridate sposò una donna il cui nome è stato rinvenuto solo in parte in un'iscrizione, Pai... (probabilmente Pairisade, Pairisalo o Pairifane). Non ascoltando i consigli della matrigna, nel 44 Mitridate iniziò una politica che tendeva a rompere il rapporto di clientelismo che il Bosforo Cimmerio aveva con l'impero romano. Mitridate inviò quindi a Roma il fratellastro per cercare di non far scoprire all'imperatore Claudio i suoi progetti, ma Cotys disse tutto all'imperatore, che lo ricompensò con il regno del fratello.

### Esilio e morte (45-69)
Mitridate fu quindi costretto a scappare presso le tribù dei sarmati nel 45, lasciando il regno al fratellastro; dopo aver atteso quattro anni formando alleanza, Mitridate attaccò nel 49 il popolo dei Dandari, guadagnando un'ottima posizione per attaccare il fratellastro. Tuttavia il governatore della Mesia, Aulo Didio Gallo, aiutato da Cotys e dal capo della tribù sarmata degli Aorsi, Eunone, si scontrò con Mitridate che, sconfitto, venne abbandonato dai suoi alleati.
Mitridate non fu condannato a morte, ma risparmiato e condotto a Roma, dove visse fino al 69, quando, nel corso dell'anno dei quattro imperatori, l'imperatore Galba lo fece uccidere per presunta cospirazione.